# Соколово (Режівський міський округ)
Соколо́во (рос. Соколово) — присілок у складі Режівського міського округу Свердловської області.
Населення — 51 особа (2010, 64 у 2002).
Національний склад станом на 2002 рік: росіяни — 98 %.